# Nomadland (livre)
Nomadland (Nomadland: Surviving America in the Twenty-First Century) est un livre de journalisme littéraire de 2017 de la journaliste américaine Jessica Bruder (en) sur le phénomène des Américains plus âgés qui, après la Grande Récession de 2007 à 2009, ont adopté des modes de vie transitoires en voyageant à travers les États-Unis à la recherche de travail saisonnier (vandwelling),.
Le livre a été adapté dans le film du même nom, qui a notamment été récompensé par le Lion d'or et l'Oscar du meilleur film .

## Récompenses
Le livre a été nommé « Livre remarquable » par le New York Times, a été finaliste du prix J. Anthony Lukas et du Helen Bernstein Book Award, et a remporté le prix Barnes & Noble Discover Great New Writers Award,.

## Réception critique
La critique Kirkus a déclaré. "La journaliste Bruder [...] développe sa remarquable histoire [publiée dans] Harper's dans un livre sur les Américains à faible revenu qui gagnent leur vie en conduisant d'un endroit à l'autre pour un emploi saisonnier. [...] Un journalisme d'immersion engageant et très pertinent."  Timothy R. Smith du Denver Post a écrit : « Bruder, qui enseigne à la Graduate School of Journalism de l'université Columbia, écrit sur un ton impartial et impartial, évitant la polémique. Elle s'insère cependant dans le récit, parfois de manière intrusive. [...] Son instinct pour s'écarter est sage. Les gens qu'elle rencontre et les histoires qu'ils racontent sont puissants en eux-mêmes."  Joe Martin de Real Change a commenté : « Le récit de Bruder offre une entrée dans la vie d'Américains résilients qui relèvent les défis avec courage et humour. Dans le monde nomade, Bruder rencontre un éventail de personnages attrayants. Ils sont dépeints avec respect et admiration. Certains sont devenus des amis pour lesquels elle a une profonde affection. »
Lors de la parution de la traduction française, la critique  francophone, est également très positive : Marie Charrel, dans Le Monde, le qualifie de "fresque humaine" à la plume d'"aussi délicate que précise"   ; Julie Rambal, dans Le Temps, y voit un "livre magnifique et sensible". 

## Adaptations
Le livre a été adapté en un court-métrage documentaire, CamperForce (2017), dans lequel Bruder a été productrice aux côtés du réalisateur Brett Story et de la productrice exécutive Laura Poitras.
En février 2019, Fox Searchlight Pictures annonce que le livre a été mis en option par Frances McDormand et Peter Spears. Adapté et réalisé par Chloé Zhao, le film sorti en 2020 met en vedette McDormand et David Strathairn, aux côtés de Linda May, Charlene Swankie et Bob Wells, trois vandwellers présentés dans le livre. Contrairement au livre, le film se centre principalement sur un personnage, Fern, joué par Frances Mc Dormand. La majorité des autres personnages présents dans le film sont de véritables vandwellers jouant leur propre rôle.
Le film reçoit un chaleureux accueil critique et de nombreuses récompenses, dont le Lion d'or à la Mostra de Venise. Il est nommé à quatre reprises aux Golden Globes et remporte deux prix : meilleur film dramatique et meilleure réalisation pour Zhao. Nommé pour sept prix aux BAFTA Awards, le film en remporte quatre en avril 2021, dont celui du meilleur film et de la meilleure réalisation,. Le film est nommé six fois aux Oscars, remportant le prix du meilleur film, du meilleure réalisation pour Zhao et de la meilleure actrice pour McDormand.